# 黄旭初
黄 旭初（こう きょくしょ）は、中華民国の軍人・政治家。国民政府（国民革命軍）、新広西派（新桂系）の軍人で、後に広西省政府主席として十数年にわたり広西省の内政を担当した。字などの別号については不詳。

## 事跡

### 新広西派への加入
秀才の家庭に生まれる。蒼梧蚕業学堂を卒業後、1911年（宣統3年）の辛亥革命に柳州で革命派として参加した。1912年（民国元年）2月、桂林陸軍速成学堂に入学し、翌年夏に北京陸軍大学第4期に昇級した。1916年（民国5年）卒業して広西に戻り、旧広西派（旧桂系）のである広西督軍譚浩明の下で軍歴を重ねた。
1921年（民国10年）、旧広西派の指導者陸栄廷の敗北とともに、譚浩明も下野する。黄旭初は孫文（孫中山）が任命した広西省長馬君武の下に転じ、省長公署軍政処総務科長に任ぜられた。その後、陳炯明の叛逆等による混乱を経て、翌年10月に、黄は広西自治軍第2路総司令李宗仁を頼り、その第5旅旅長となった。1923年（民国12年）夏、李が孫文から広西定桂軍総指揮に任ぜられると、黄は参謀長となっている。翌年7月に、李が定桂聯軍総指揮部を創設してその総指揮となると、黄は副参謀長（参謀長：白崇禧）となった。李ら新広西派による広西統一に、黄も貢献している。

### 蔣介石との戦い
1926年（民国15年）3月、李宗仁の軍が国民革命軍第7軍に改組されると、黄旭初は第7軍第4旅旅長に任ぜられた。6月、李が北伐のため出撃すると、黄旭初は黄紹竑とともに広西の留守を担当している。翌年4月の上海クーデターに際しては、黄旭初はこれに呼応して、省内の中国共産党派人士を粛清した。
7月、第7軍第6師師長に昇進して、広東省に赴く。8月に南昌起義が起きると、この鎮圧に参戦している。11月、粤軍（広東軍）の張発奎・黄琪翔が反蔣介石の挙兵をなすと、黄旭初は虚を衝かれて一時逃亡した。しかし翌月に反撃に転じて、反蔣粤軍を撃破した。この軍功により、国民革命軍第4集団軍第15軍副軍長兼第2師師長に昇進している。
1929年（民国18年）3月、蔣桂戦争が勃発すると、黄旭初も桂軍として蔣介石軍と各地で戦闘を展開した。しかし6月、粤軍との戦闘で勝利しながらも負傷し、香港へ一時治療に赴いている。翌年の中原大戦では南寧を守備し、蔣派として侵攻してきた盧漢率いる滇軍（雲南軍）を持久戦の末に撃退した。しかし中原大戦自体は、反蔣派の敗北に終わっている。

### 広西省政府主席となる

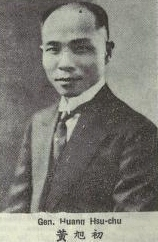
黄旭初別影（Who's Who in China 5th ed.,1936）

12月、黄紹竑が蔣介石と和解して広西を去ると、黄旭初は護党救国軍第15軍軍長に任じられた。1931年（民国20年）3月には、国民革命軍護党救国軍第1方面軍総司令部政治委員会主席も兼ねた。これにより、黄紹竑を継ぐ形で、李宗仁・白崇禧に次ぐ新広西派内第3位の地位を得たことになる。
5月、広州非常会議が実施され、反蔣介石派が西南派として連合すると、黄旭初は広州国民政府政務委員会委員と広西省政府主席を兼任した。年末に、満州事変（九・一八事変）勃発に伴い、蔣介石と西南派が和解、大同団結する。黄は引き続き同省政府主席に留まる。翌年には中国国民党広西省党部執行委員も兼ねた。
広西省政府主席としての黄旭初は、李宗仁・白崇禧と協力して、「三自三寓」政策などの新広西派独自の政策を展開した。また、広西省内でイデオロギー教育のために結成された三民主義革命同志会においても政治委員会主任を務めている。
日中戦争（抗日戦争）勃発後は、抗日宣伝のために結成された広西建設研究会で、黄旭初は副会長兼政治部主任となった。日本軍が広西省にも侵攻してくると、黄は広西の民衆に徹底抗戦を呼びかけ、最終的にはその撃退に成功している。一方、共産党に対しても警戒心・敵愾心が強く、大々的な弾圧を展開した。

### 敗北、晩年
日中戦争勝利後も、黄旭初は引き続き広西省政府主席の地位にあり、新広西派の地盤を確保することに専念した。国共内戦に際しては内戦の展開を支持し、1948年（民国37年）に李宗仁が副総統選挙に出馬すると、資金面でこれを支援している。しかし翌年10月、衡宝戦役で新広西派の主力である第7軍が人民解放軍に殲滅されると、新広西派の広西支配の崩壊が目前となった。翌月、李宗仁は香港へ逃亡する。黄も主席を罷免されたため、海南島に逃亡した。こうして黄による約18年の広西統治は、終結したのである。
まもなく黄旭初は香港に移住する。以後、張発奎とともに反共反蔣の第三勢力を標榜する政治活動を行った。1968年（民国57年）、一度は台湾を訪問して蔣介石に面会したが、結局香港に引き返した。
1975年11月18日、香港九竜にて病没。享年84（満83歳）。

## 注
1. ↑  「三自」とは、「自衛・自治・自給」を指し、「三寓」とは「寓兵于団（軍政一致と民兵強化、すなわち全民皆兵を指す）、寓将于学（軍幹部教育と初中等以上の学校での軍事訓練）、寓徴于募（募兵制と徴兵制の混合）」を指す。郭緒印主編『国民党派系闘争史』上海人民出版社、1992年、341-343頁。